# Amtsvormund
Als Amtsvormundschaft bezeichnet man im deutschen Familienrecht eine Vormundschaft, also die umfassende gesetzliche Vertretung für einen Minderjährigen, durch das jeweils zuständige Jugendamt.

## Gesetzliche und bestellte Amtsvormundschaft
Eine Amtsvormundschaft ist eine Vormundschaft, die das Jugendamt kraft Gesetzes oder aufgrund familiengerichtlicher Anordnung und Bestellung zu übernehmen hat.
Die gesetzliche Amtsvormundschaft liegt bei zwei Konstellationen vor: Gesetzlicher Amtsvormund (ohne vorherigen gerichtlichen Entzug des Sorgerechtes) ist das Jugendamt bei nicht ehelichen Kindern, solange die Mutter noch minderjährig ist (§ 1786 BGB) sowie während eines laufenden Adoptionsverfahrens (§ 1751 Abs. 1 BGB).
Das Familiengericht kann eine Amtsvormundschaft beschließen (bestellte Vormundschaft), wenn keine andere als Vormund geeignete Person vorhanden ist (§ 1774 i. V. m.  § 1779BGB). In diesem Fall tritt das Jugendamt als „Ausfallbürge“ ein.

## Aufgabenübertragung auf Jugendamtsmitarbeiter
Im landläufigen Sprachgebrauch wird oft der Mitarbeiter des Jugendamtes, dem gemäß § 55 SGB VIII die tatsächliche Aufgabenwahrnehmung übertragen wird, als Amtsvormund bezeichnet. Tatsächlich ist aber das Jugendamt (als Teil der öffentlich-rechtlichen Gebietskörperschaft kreisfreie Stadt bzw. Landkreis) Inhaber der Vertretungsbefugnis.

## Befreite Vormundschaft
Das Jugendamt hat den Status eines „befreiten Vormundes“, ist also z. T. von gerichtlicher Aufsicht und Beschränkungen bei der Vermögensanlage von Mündelgeld befreit (§ 1801 BGB).

## Geschichte der Amtsvormundschaft
Die Amtsvormundschaft wurde 1924 im Rahmen des Reichsjugendwohlfahrtsgesetzes in Deutschland etabliert. Sie trat für alle unehelichen Kinder ein und ersetzte landesrechtlich unterschiedliche Formen der Berufs- und Anstaltsvormundschaft und Einzelvormundschaft für uneheliche Kinder. Der gesetzliche Eintritt der Amtsvormundschaft durch Geburt hatte den Vorteil, dass sich die oft langwierige Suche nach einem geeigneten Einzelvormund erübrigte.
Die materielle Lage der unehelichen Kinder soll sich durch die Einrichtung der Amtsvormundschaft, sozusagen eines speziellen Berufsstandes mit Fachkenntnissen insbesondere auf dem Gebiet der Abstammung und Unterhaltsgeltendmachung, deutlich verbessert haben. Die Übertragung der elterlichen Gewalt auf die Mutter schien im damaligen Recht kein diskutabler Punkt gewesen zu sein; jedenfalls ist aus den Materialien nichts erkennbar, was auf diesbezügliche Vorstellungen hinweisen könnte.
Die Rechtslage blieb auch nach der Gründung der Bundesrepublik (im Rahmen des novellierten Jugendwohlfahrtsgesetzes) gleich. Erst zum 1. Juli 1970 wurde im Rahmen des Nichtehelichengesetzes die obligatorische Amtsvormundschaft für die nun „nichtehelich“ genannten Kinder beendet. Die Kinder standen dann grundsätzlich unter elterlicher Gewalt der Mutter, doch das Kind erhielt mit Geburt einen Amtspfleger.
1998 wurde auch diese Einschränkung des Sorgerechtes durch die Kindschaftsrechtsreform aufgehoben wurde.
In der DDR war die Amtsvormundschaft für uneheliche Kinder bereits 1950 abgeschafft worden.